# Nivelles
Nivelles (vallonsk: Nivele, nederlandsk: Nijvel) er en by i Vallonien i det centrale Belgien. Byen ligger i provinsen Vallonsk Brabant. Indbyggertallet er 28.521 (2018), og byen har et areal på 60,6 km².